# Joan Pau Cumellas
Joan Pau Cumellas (Barcelona, 1970) és un harmonicista diatònic català.
La seva música s'ha desenvolupat en estils tals com blues, jazz, rock, música pop, country o folk, si bé la seva aportació a la música blues dels anys 1990 el situa entre els instrumentistes més destacats de la seva especialitat.

## Activitat professional
Va decidir aprendre a tocar l'harmònica després de veure una actuació del mallorquí Víctor Uris tocant amb el grup l'Harmònica Coixa Blues Band. La influència d'aquest intèrpret, a qui ell mateix denomina com el seu "pare musical", va ser de gran importància dins la seva formació autodidacta. Va iniciar la seva activitat professional el 1992. L'any 1995 va veure un vídeo en que Howard Levy, un innovador de l'instrument, havia enregistrat el funcionament de la llengua i la cavitat bucal quan tocava l'harmònica. Poder analitzar les possibilitats d'obtenir nous sons mitjançant la llengua i combinant el flux d'aire, va permetre a Cumellas fer un canvi radical la seva forma de fer música.
Va ser membre fundador de la Barcelona Bluegrass Band i la Mr. Hurricane Band. Des de 1992, ha publicat 11 discos i ha col·laborat en 32 més, juntament amb artistes com Quico Pi de la Serra, Manolo García, Lotti Lewis, Moncho o Andrés Calamaro, i ha tocat en els festivals Blues Sur Seine, Conyac, Chaumont, Les Harmonicales, Le Puliguen, Prat Bon Repaux i Johnny Kennan Festival.
També ha exercit en el camp de la docència com a professor a diverses escoles de música per a joves, com Jam session o Taller de Músics. Ha organitzat anualment el Taller Internacional d'harmònica de Roses i ha impartit seminaris dins el marc del Festival de Blues de Cerdanyola i organitzant.
La seva activitat amb grups i concerts, es complementa amb treballs d'estudi per programes de ràdio -Radio Barcelona i Ràdio 4-, en la realització de bandes sonores per reportatges publicitaris.

## Discografia
- 2015 Valentí Moya & Joan Pau Cumellas, 'Coincidències'
- 2015 Quico Pi de la Serra 'Dues Tasses', Temps Record
- 2012 Joan Pau Cumellas i Miguel Talavera, Rollin' and Tumblin'.
- 2011 Quico Pi de la Serra, 'QuicoLabora'. Temps Records
- 2011 Barcelona Bluegrass Band 'Old time blues'. Joan Albert and Kako music Records
- 2009 Ll.Gómez & J.P.Cumellas 'Barcelona Bluegrass Band'. Monde Green Records
- 2008 Mr.Hurricane Band & Charlie Wood 'Barcelona & Memphis'. auto producció
- 2005 Mr.Hurricane Band 'Hard Driving'. Amphora Records
- 2004 JP Cumellas & M Talavera 1. Amphora Records
- 2003 Big Mama & Joan Pau Cumellas ‘En el nom de tots'. Discmedi[10]
- 2002 Sam Lardner, ‘Sutton Music Club'. Amphora Records
- 2001 Big Mama & Joan Pau Cumellas ‘Stir the Pot'. Discmedi[10]
- 2001 Mr.Hurricane Band 1. Amphora Records
- 2000 Big Mama ‘Tableau de Blues'. Discmedi[10]

## Col·laboracions
- 2015 Cece Giannotti 'Déjà Voodoo', Sauri Records
- 2014 Elena Vega 'Delicada', World Music
- 2014 Ñaco Goñi '30 Años', Gaztelupeko Hotsak[11]
- 2013 Tòfol Martínez '1979'
- 2013 Daniel Cros 'Aquello era entonces, esto es ahora', Rosazul
- 2013 Django Festival '6', Hot Club Records
- 2012 Dis is it 'La tia felipa' recopilatori en directe
- 2012 Pablo Guirao trio 'Amor & vicio', Murciélago Records
- 2011 Moments '7 Colors', Moments
- 2011 Laura Garcia 'Querido Mr.Vain', RockCd Records
- 2011 Mike Sponza 'Continental Shuffle', Sonic Shapes
- 2011 Los Grasstones 'Los Grasstones'
- 2010 Valentí Moya Trio 'Elefant Swing'
- 2010 Pepet i Marieta 'Qui no plora no mama', La Produktiva
- 2009 La Cremallera 'D banda a Banda', DiscMedi
- 2008 Manolo García ‘Saldremos a la Lluvia’, Sony BMG
- 2008 Gnappos 'Outsider', RGB Suports
- 2007 Quico Pi de la Serra 'TOT', K Industria
- 2007 La Marato de TV3. TV Disc
- 2007 Sam Lardner 'Barcelona', Capità Planet
- 2007 Alex Warner 'Green to blue', Amphora Records
- 2007 Lluís Gómez 'Quartet', PSM Records
- 2007 Roger Whipp ‘Walk the high wire for me’
- 2006 Blues Sur Seine Compilation Festival 2006
- 2005 Big Mama ‘Blues Rooted', DiscMedi
- 2004 Alex Warner ‘Uncut diamond', Amphora Records
- 2003 'En la ciudad' banda sonora película, Messidor Films
- 2003 Lluis Coloma ‘Remember’, Omix Records
- 2003 The Wild Turkey Band 'Grass Gas', CAT
- 2003 Moncho ‘On és la gent?’, K. Industria Cultural
- 2003 Rovell d'Ou 'No n'hi ha prou', Discmedi
- 2003 Les Deux Guitarres ‘Metaswing’
- 2003 Cor Calrit 'Gospel Colours'
- 2002 Blues Sur Seine Compilation Festival 2002
- 2001 The Wild Turkey Band ‘Turkey Grass'. CAT
- 2001 Rio Seco 'Rio Seco', Soviet Records
- 2000 'Krampack' banda sonora película, Subterfuge Records
- 2000 Loti Lewis ‘A Slice of Live’, Azusa Records[10]
- 1997 Ciro Fogliatta ‘Live in Barcelona’, Sara Records[10]
- 1997 Second Line 'El Sentio de la Vida', La Locomotora Records